# Sengoku-Daimyō
Sengoku-Daimyō (jap. 戦国大名) waren die Warlords der Sengoku-Zeit („Zeit der streitenden Länder/Reiche“) in der Geschichte Japans im 15. und 16. Jahrhundert, die aufgrund ihres großen Landbesitzes als Daimyō („Fürst“) bezeichnet wurden.

## Gründe für das Entstehen der Sengoku-Daimyō
Der zentrale Kaiserhof in Kyōto war in Intrigen und Machtkämpfen verstrickt und damit geschwächt. Gleichzeitig nahm die wirtschaftliche Produktion in den Landgütern zu. Entlegenere Gebiete, vor allem die Kantō-Ebene, wurden erstmals besiedelt und waren schwer zu kontrollieren. Das dort neu urbargemachte Land musste auf Grund eines Gesetzes zur Bekämpfung der Hungersnöte zur Förderung der Urbarmachung, nicht versteuert werden. Dadurch wurden die lokalen Feudalherren am Hof immer einflussreicher und erreichten, dass ihre Positionen erblich wurde und sie nur noch formell bestätigt werden mussten. Die Feudalherren wurden insbesondere von einfachen Kriegern unterstützt. Aufgrund von Hungersnöten, Unruhen und Räuberbanden gab es mehrere Bewaffnungswellen und der Hof konnte nur den Frieden bewahren, indem er die Feudalherren um Hilfe bat.
Aufgrund des wirtschaftlichen und militärischen Dezentralisierungsprozesses in Japan erlangten sie mehr Einfluss als ihre Vorgänger, die Shugo-Daimyō, im Ashikaga-Shōgunat. Dieser Prozess schwächte den Hofadel Kuge und stärkte den Kriegerstand Buke.
In der auslaufenden Sengoku-Zeit, in der sich die Rivalen Schritt für Schritt untereinander ausschalteten, wurden die einzelnen verbleibenden Herren immer mächtiger und sind durchaus mit Fürsten zu vergleichen. Mit dem Erhalt dieser Macht wollten sie schließlich die Vorherrschaft über das ganze Land und eine Einigung zu einem Staat unter ihrem jeweils eigenen Banner erreichen.

## Liste von Sengoku-Daimyō (Auswahl)

Karte von Japan um 1570, dem Höhepunkt der Sengoku-Zeit.
Von West nach Ost: Shimazu (violett), Ryūzōji (türkis), Ōtomo (orange), Mōri (gelb), Chōsokabe (grün, Süden), Amago (grün, Norden), Miyoshi (violett), Oda (pink), Azai (orange), Asakura (türkis), Tokugawa (gelb), Takeda (violett), Uesugi (grün), Hōjō (orange), Ashina (türkis), Satake (gelb), Date (orange), Mogami (violett) und Nambu (gelb).

- Takeda Shingen
- Uesugi Kenshin
- Oda Nobunaga
- Toyotomi Hideyoshi
- Tokugawa Ieyasu
- Azai Nagamasa
- Chōsokabe Motochika
- Date Masamune
- Hōjō Ujiyasu
- Imagawa Yoshimoto
- Katō Kiyomasa
- Maeda Toshiie
- Miyoshi Nagayoshi
- Mōri Motonari
- Ōtomo Sōrin
- Saitō Dōsan
- Sanada Masayuki
- Shimazu Yoshihiro
- Tachibana Ginchiyo
- Tachibana Muneshige
- Ukita Hideie

## Familien
Bereits im Ashikaga-Shōgunat Shugo-Daimyō für den Hof:
- Satake
- Imagawa
- Takeda
- Toki
- Rokkaku
- Ōuchi
- Shimazu

Neu aufgestiegener Adel aus der Position Shugodai (stellvertretender Shugo):
- Asakura
- Amago
- Nagao
- Miyoshi
- Chōsokabe
- Jimbō
- Hatano
- Oda
- Matsunaga

Neu aufgestiegener Adel aus der Position Jizamurai (Wehrbauern):
- Mōri
- Tamura
- Ryūzōji

Neu aufgestiegener Adel aus den niederen Ämtern des Shōgunats und vorherige Rōnin:
- Spätere Hōjō
- Saitō

Neu aufgestiegener Adel aus den niederen Ämtern des Kokushi und Kuge:
- Tosa Ichijō